# 302652 Hauke
302652 Hauke este un asteroid din centura principală de asteroizi.

## Descriere
302652 Hauke este un asteroid din centura principală de asteroizi. A fost descoperit pe 10 septembrie 2002 la Observatorul Palomar de Maik Meyer. Asteroidul prezintă o orbită caracterizată de o semiaxă mare de 2,67 ua, o excentricitate de 0,08 și o înclinație de 14,0° în raport cu ecliptica.